# Autorité canadienne pour les enregistrements Internet
L'Autorité canadienne pour les enregistrements Internet (ACEI) est une corporation canadienne sans but lucratif qui gère le domaine national de premier niveau (ccTLD) .ca.
Cette corporation est aussi connue sous son nom anglais de Canadian Internet Registration Authority (CIRA).

## Historique
De 1988 à 2000, l'Université de la Colombie-Britannique a attribué et enregistré, sur une base bénévole, les noms de domaine se terminant par .ca. Avec l'utilisation et la commercialisation croissantes de l'Internet, cette procédure devenait de plus en plus inadéquate à la fin des années 1990.
En 1997, la collectivité canadienne de l'Internet a entrepris des discussions pour réformer la gestion du domaine .ca dans le but de libéraliser et d'accélérer les procédures d'enregistrement des noms de domaine. Ces discussions ont mené à la création de l'Autorité canadienne pour les enregistrements Internet (ACEI) en décembre 1998.
L'Autorité canadienne pour les enregistrements Internet a commencé à enregistrer des domaines dans le domaine .ca en décembre 2000.
L'Autorité canadienne pour les enregistrements Internet annonce en novembre 2022 un partenariat avec l'instance Mastodon Canada, qui était passée de 60 à 22 000 utilisateurs inscrits au cours du mois. La CIRA apporte un soutien financier à l'instance pour faire face aux coûts de maintenance croissants liés à sa forte croissance.

## Situation spéciale du gouvernement du Canada
Les agences et les ministères fédéraux canadiens n'enregistrent pas, en règle générale, leurs domaines dans le domaine .ca mais dans le domaine .gc.ca avec l'aide du bureau d'enregistrement du ministère des Travaux publics et Services gouvernementaux accessible à l'adresse registry.gc.ca.